# Goodyera foliosa
Goodyera foliosa là một loài thực vật có hoa trong họ Lan. Loài này được (Lindl.) Benth. ex C.B.Clarke mô tả khoa học đầu tiên năm 1889.